# One Broadway
One Broadway est un gratte-ciel résidentiel de 126 mètres de hauteur construit à Miami en Floride aux États-Unis en 2005.
L'architecte est l'agence Bermello Ajamil